# Micro Planner
Micro Planner ist eine Projektmanagementsoftware zur Projektplanung, Projektdokumentation und Projektsteuerung.  Das Angebot umfasst eine Familie von Projektmanagementprogrammen wie X-PERT  und Manager für die Betriebssysteme von Microsoft und Apple. Micro Planner beginnt ein Projekt im Allgemeinen mit der Erstellung des Netzplans, das heißt mit dem logischen Ablauf, auf der Basis von Program evaluation and review technique (PERT) und Critical Path Method (CPM).

## Geschichte
PERT wurde 1958 im Rahmen des Polaris-Projektes entwickelt. Durch diese Technik wurde bei der Entwicklung und Herstellung der Polaris-Raketen eine Zeitersparnis von schätzungsweise 45 % erzielt. In den siebziger Jahren wurde PERT sowohl für militärische als auch kommerzielle Anwendungen weiterentwickelt. Nach einer ersten Anwendung für Apple II Mikrocomputer 1979 stand die Software X-PERT für den kommerziellen Einsatz ab 1980 zur Verfügung. 1988 wurde die Version 6 für den gleichzeitigen Einsatz sowohl für Microsoft als auch für Macintosh vorgestellt. 1993 bekam Micro Planner X-PERT die zweite Macworld-Auszeichnung für das zweitbeste Projektmanagementprogramm, gefolgt von weiteren Auszeichnungen in den Folgejahren.

## Einsatzgebiete
Micro Planner X-PERT und Micro Planner Manager werden seit 1979 entsprechend dem neuesten Stand der Computertechnik kontinuierlich weiterentwickelt. Die Projektmanagementprogramme sind sowohl für alleinstehende als auch für die Integration multipler Projekte geeignet. Projektdaten lassen sich über mehrere Projekte zusammenführen, importieren oder exportieren, sowohl von anderen Micro-Planner-Programmen als auch von Microsoft Project (MPX) und Apple (MAC OS). Seit Juli 2008 ist eine Version für MAC OS X in fortgeschrittener Entwicklung. Nachdem in Analogie zur Netzplantechnik betriebswirtschaftliche Prozesse mit den Programmen von Micro Planner übersichtlich visualisiert werden können, werden X-PERT und Manager sowohl bei Analyse, Modellieren und Synthese von Geschäftsprozessen als auch zum Durchlaufzeitcontrolling, zur Produktivitätssteigerung und für das Logistikmanagement eingesetzt.

## Funktionsumfang
Micro Planner-Programme benutzen eine grafische Benutzeroberfläche mit standardisierter Voreinstellung der Schlüsselfunktionen. Projektkennzahlen, Abgleich des Ressourcenbedarfs, Fortschrittskontrolle, Leistungswertanalyse, Simulationen, Modellierungen, Soll-Ist-Vergleiche für Termine, Ressourcen und Kosten sowie Was-wäre-wenn Analysen können in standardisierten oder in benutzerspezifischen Berichten dargestellt werden. Statusanalysen, Balkendiagramme, Gantt Diagrammen, Meilensteinübersichten,  Rückmeldelisten und Trendanalysen erlauben eine akkurate Planung und Steuerung der Projekte. Planänderungen können mit Micro Planner während des gesamten Projektablaufs unverzüglich und geordnet durchgeführt werden. Analysen und Berichterstattung berücksichtigen Verantwortlichkeiten, Bearbeitungszeiten, Termine, Abhängigkeiten, Budgets und Kosten. Durch die Möglichkeit des Raffens der Netzpläne (sog. Hammocks - Hängematten) erhält das Management einen komprimierten Überblick. Die Programme können sowohl bei Projekten mit hoher Unsicherheit als auch bei relativ geringer Erfahrung der Projektteilnehmer überschaubar und zielorientiert angewandt werden.